# Marsdenia weberbaueri
Marsdenia weberbaueri là một loài thực vật có hoa trong họ La bố ma. Loài này được Schltr. & Rothe mô tả khoa học đầu tiên năm 1915.